# 3912 Троя
3912 Троя (3912 Troja) — астероїд головного поясу, відкритий 16 вересня 1988 року.
Тіссеранів параметр щодо Юпітера — 3,540.